# Ярослав Крейчі
Ярослав Крейчі — чехословацький юрист та політик, другий голова Чехословацького Конституційного Суду, міністр юстиції Чехословаччини, голова уряду Протекторату Богемії та Моравії, колабораціоніст.

## Політична кар'єра

### Австро-УгорщинаіЧехословаччина
Закінчив гімназію в Угерське Градіште, а потім юридичний факультет Карлового університету в Празі, де в 1916 році отримав ступінь доктора юридичних наук.
З 1918 по 1920 рік він працював у регіональній адміністрації в Брно, а потім старшим радником профспілки в президії Ради міністрів Чехословаччини. З 1921 по 1938 рік він працював секретарем Конституційного суду. У 1928 році він став членом Чеського провінційної ради, а в 1936 році він став представником президії Ради міністрів в Юридичній раді.
У тому ж 1936 році він став доцентом юридичного факультету Університету Масарика в Брно. Крейчі був одним з найбільших чехословацьких експертів у галузі конституційного права. У своїх роботах він акцентував увагу на взаємовідносинах окремих гілок державної влади, виступав за розширення прав і можливостей уряду.

### Після Судетської кризи
Під час Другої Республіки він займав пост міністра юстиції в уряді Рудольфа Берана з 1 грудня 1938 року по 15 березня 1939 року. Одночасно займав пост голови Конституційного суду.

### Протекторат Богемії і Моравії
Після ліквідації Чехословаччини пристав на позиції колаборціонізму, очоливши міністерство юстиції Протекторату Богемії та Моравії в уряді Алоїза Еліаша. Крім того, у 1940 році за сумісництвом він очолив Міністерство сільського господарства протекторату, та обійняв посаду віце-прем'єр-міністра.

### На чолі уряду протекторату
У період з 19 січня 1942 року по 19 січня 1945 року він займав пост прем'єр-міністра уряду протекторату. У той же час він також обіймав посаду міністра юстиції. У 1942 році був нагороджений орденом орла Святого Вацлава першого ступеня з золотим вінком. Він був одним з наближенихпрезидента Еміля Гахи, який рекомендував Крейчі в своєму політичному заповіті у 1943 року в якості наступника на посту президента Протекторату Богемії і Моравії.

### Склад Уряду Крейчі
- Прем'єр-міністр та міністр юстиції — Ярослав Крейчі
- Міністр внутрішніх справ — Ріхард Бінерт
- Міністр фінансів — Йозеф Кальфус
- Міністр економіки та праці- Вальтер Бертш
- Міністр освіти — Емануель Моравець
- Міністр сільського та лісового господарства- Адольф Грубий
- Міністр транспорту — Йіндржих Каменицький

## Після війни
Після звільнення Чехословаччини він був заарештований. 31 липня 1946 року, після тримісячного арешту, Національний суд виніс рішення по деяким членам уряду Протекторату. Прокурор Франтішек Тржіцкій вимагав смертної кари для колаборантів, але суд призначив йому 25 років в'язниці.
Залишок свого життя провів у в'язниці, помер через відсутність медичної допомоги у в'язниці.

## Опубліковані праці
- Сила і її межі (1923 р)
- Делегування законодавчої влади в сучасній демократії (1924)
- Основні громадянські права і рівність перед законом (1929)
- Принципи законності державних функцій і верховенства права (1931)
- Принципи судової експертизи законів в чехословацькому праві (1932)
- Проблема правового статусу глави держави в умовах демократії (1935)
- Про виконання законів і Конституційний суд (1939)